# Aleksandra Zabelina
Aleksandra Ivanovna Zabelina (Russisch: Александра Ивановна Забелина) (Moskou, 11 maart 1937 – 27 maart 2022) was een Russische schermster uit Sovjet-Unie.
Ze begon oorspronkelijk met gymnastiek, maar moest dit na een blessure opgeven, en ging daarna schermen.
Zabelina won drie maal goud op de Olympische Zomerspelen, met het Sovjet floret-team, in 1960, 1968 en 1972. Ze deed die edities ook mee aan het individuele toernooi, maar zonder medailles als resultaat.
In 1957 en 1967 werd ze wel individueel wereldkampioen, in de meeste andere jaren tussen 1956 en 1971 won ze met het Sovjet-team wel een medaille.
1960: Gorochova, Petrenko, Proedskova, Rastvorova, Sjisjova, Zabelina ·
1964: Juhász-Nagy, Marosi, Mendelényi-Ágoston, Sákovics-Dömölky, Ildikó Ujlaki-Rejtő ·
1968: Gorochova, Petrenko-Samoesenko, Novikova, Tsjirkova, Zabelina ·
1972: Belova-Novikova, Gorochova, Petrenko-Samoesenko, Tsjirkova, Zabelina ·
1976: Belova-Novikova, Giljazova, Knjazeva, Sidorova, Nikonova ·
1980: Begard, Brouquier, Gaudin, Muzio, Trinquet ·
1984: Bischoff, Funkenhauser, Hanisch, Weber, Wessel ·
1988: Bau, Fichtel, Funkenhauser, Klug, Weber ·
1992: Bianchedi, Bortolozzi, Trillini, Vaccaroni, Zalaffi ·
1996: Bortolozzi, Trillini, Vezzali ·
2000: Bianchedi, Giacometti, Trillini, Vezzali ·
2008: Boiko, Lamonova, Nikichina, Sjanajeva ·
2012: Errigo, Di Francisca, Salvatori, Vezzali ·
2020: Deriglazova, Zagidoellina, Korobejnikova, Martjanova ·
2024: Dubrovich, Kiefer, Scruggs, Weintraub